# Ott Mõtsnik
Ott Mõtsnik (Tallinn, 18 aprile 1963) è un ex calciatore estone, di ruolo attaccante.

## Carriera
Iniziò la carriera di calciatore all'età di 12 anni. Nel 1978 iniziò a giocare nelle file del Norma Tallinn. Debuttò nella massima serie estone il 14 settembre 1978, all'età di 16 anni, 4 mesi e 27 giorni, in Dünamo Tallinn-Norma Tallinn (1-1). Nella prima esperienza con il Norma Tallinn vinse il campionato nella stagione 1979. Nel 1982 si trasferì al Daugava Rīga, club lettone. Nel 1983 tornò in patria, al KSK Tallinn (in seguito diventato Sport Tallinn). Nel 1985 passò al Norma Tallinn, mentre nel 1986 giocò dapprima per il Flora Lembit Rajala, per poi tornare allo Sport Tallinn. Nel 1988 tornò al Norma Tallinn, militandovi fino al 1989 e vincendo il campionato nella stagione 1988. Nel 1989 fuggì in Svezia. Dopo un periodo nel campo profughi di Katrineholm, nel 1989 giocò per il Varmbols, club di Katrineholm. Dal 1990 al 1992 giocò per l'Åtvidaberg, nella massima serie svedese.

## Palmarès

### Club

#### Competizioni nazionali
- Campionato estone di calcio: 2

Norma Tallinn: 1979, 1988